# Kolbar

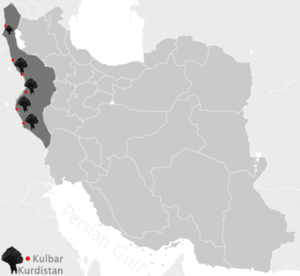
Regiões fronteiriças onde os kolbars operam.

O kolbar (em persa: کول‌بر) ou kolber (em curdo:  کۆڵبەر), significando trabalho transfronteiriço, é um trabalhador que é empregado para transportar mercadorias nas costas através das fronteiras do Irã, Iraque, Síria e Turquia, legal ou ilegalmente. A maioria dos kolbars vive no Curdistão iraniano, onde as províncias curdas estão entre as mais pobres do país. Kolbars também vivem no Curdistão turco e, em menor grau, no Curdistão iraquiano. Como o trabalho kolbar é considerado ilegal, os trabalhadores kolbars não têm seguro, planos de aposentadoria e sindicatos. Entre os kolbars estão jovens altamente qualificados, que não têm emprego por causa do alto desemprego nas províncias curdas. De acordo com estatísticas iranianas, apenas na província do Curdistão mais de vinte mil pessoas dependem de ser um kolbar para seu sustento. O fenômeno do kolbari está ligado ao desdesenvolvimento em Rojhelat.

## Etimologia
A palavra kolbar é uma palavra curda, que significa literalmente aquele que carrega uma carga.

### Crianças e Mulheres como Kolbar
Esta ocupação existe desde a dinastia Pahlavi. No entanto, desde que esta ocupação foi declarada ilegal pelo governo iraniano, muitas pessoas são mortas todos os anos por tiros disparados pelas tropas da Guarda Revolucionária Iraniana. Muitas vezes, no entanto, muitos kolbars congelam até a morte devido ao frio ou morrem caindo das montanhas.
A proporção de mulheres, crianças e pessoas com formação acadêmica aumentou nos últimos anos como resultado da crise econômica na região. Como não há uma definição clara de kolbar até agora, eles não podem ser defendidos em questões legais. Nos últimos anos, o parlamento iraniano tentou várias vezes reconhecer a profissão de kolbari como uma atividade legal e aprovar um projeto de lei para isso, mas essa iniciativa falhou repetidamente.

### Dia do Kolbar
2 de novembro é o Dia Kolbar. A razão para isso é que todos os anos nesta época, devido às altas medidas de segurança por ocasião do sequestro de reféns em Teerã (em 4 de novembro de 1979), um número particularmente grande de kolbars morre.

### O Kolbar na mídia
A situação e as condições de trabalho dos kolbars raramente são discutidas na mídia, geralmente apenas na forma de reportagens curtas em sites regionais como o Telegram sobre as mortes de kolbars. Os kolbars trabalham sob condições muito duras No filme Tempo de Cavalos Bêbados (Zamani barayé masti asbha, 2000), do diretor Bahman Ghobadi, são dadas breves percepções sobre a vida cotidiana dos kolbars. Mas o termo Kolbar também é mencionado esporadicamente em livros e jornais, como alguns artigos do lado curdo "Rudaw".

## A matança de kolbars
Tanto no Irã quanto na Turquia, muitos jovens kolbars, homens e mulheres, foram mortos a tiros pelas forças do governo. Em muitos casos, cruzar a fronteira é contra a lei, e os kolbars são fuzilados na hora.

## Criação de empregos para kolbars
A Fundação Barakat lançou um evento chamado "Kak Barakat" (Criação de empregos para kolbars nas províncias fronteiriças) para criar empregos para kolbars coletando planos de empreendedores e idealizadores. Assim, 3.000 projetos serão coletados por kolbars, comunidades acadêmicas e empresários com a participação da Fundação Barakat nas três províncias de Kermanshah, Azerbaijão Ocidental e Curdistão, e serão criadas cerca de 10.000 oportunidades de trabalho direto e indireto. Diz-se que a maioria dos empregos criados na forma deste evento são pequenos e domésticos.